# Projection orthogonale
 (février 2024).
Si vous disposez d'ouvrages ou d'articles de référence ou si vous connaissez des sites web de qualité traitant du thème abordé ici, merci de compléter l'article en donnant les références utiles à sa vérifiabilité et en les liant à la section « Notes et références ».
En mathématiques, la projection orthogonale est une transformation de l'espace, une application linéaire :
- en géométrie plane, c'est une projection telle que les deux droites — la droite sur laquelle on projette et la direction de projection — sont perpendiculaires[1];
- en géométrie dans l'espace, c'est une projection telle que la droite et le plan — quels que soient leurs rôles respectifs — sont perpendiculaires.

La projection orthogonale est un type de perspective très utilisée en dessin (géométrie descriptive), et en infographie : la génération des figures est simple, par contre, on ne peut pas représenter l'éloignement (la taille des objets ne varie pas avec la distance).
- De manière plus générale, en algèbre linéaire, une projection orthogonale est un projecteur dont le noyau et l’image sont orthogonaux.
- La projection orthogonale permet de résoudre le problème de la plus courte distance d'un point à une droite, d'un point à un plan, ou plus généralement d'un point à un sous-espace affine d'un espace euclidien d'autre part. On peut alors utiliser ce concept pour résoudre des problèmes de type « moindres carrés ».
- L'idée générale, basée sur le théorème de Pythagore, est que le problème de plus courte distance se ramène à une propriété d'orthogonalité.
- Le fil à plomb est un outil qui permet de visualiser la projection orthogonale d'un point sur un plan (en première analyse du moins).

## Dessin par projection orthogonale

Exemple de projection orthogonale sur un plan

Les projections orthogonales sont utilisées pour le dessin, notamment le dessin technique et les jeux vidéo. On distingue typiquement deux types de projections utilisées :
- la géométrie descriptive : le plan de projection contient deux des axes du repère orthonormé direct ;
- la perspective axonométrique : le plan de projection est distinct des plans sus-cités.

Voir ces articles.
Le dessin par projection orthogonale ne présente pas de raccourcissement avec la distance (effet de perspective, point de fuite). C'est une représentation fidèle de ce que l'on voit tant que la profondeur de champ est faible.
L'avantage de ces représentations est qu'elles sont simples à réaliser, et que les éléments parallèles au plan de projection — arêtes, surfaces, angles — sont « en vraie grandeur » (VG) : la longueur et l'aire des éléments projetés sont proportionnels à leur grandeur réelle, l'angle est égal à l'angle réel. Le rapport entre la longueur représentée et la longueur réelle constitue l'échelle du dessin.

## Projection orthogonale en géométrie affine «élémentaire»

### Géométrie plane

#### Projeté orthogonal sur une droite, distance

Projection orthogonale d'un point A sur une droite (D).

Propriétés associées à la projection.

L'exemple le plus simple de projection se situe dans le plan usuel (affine euclidien) : la projection orthogonale sur une droite (D) d'un point A, notée p(D)(A), est le point H appartenant à (D) tel que les droites (D) et (AH) soient perpendiculaires :
{\displaystyle p_{(D)}(A)=H.}
On utilise souvent l'expression « abaisser la perpendiculaire issue de A » pour la construction de H, qui peut se faire à la règle et au compas. Analytiquement, H peut se trouver en effectuant le produit scalaire : 
soit {\displaystyle {\vec {v}}} un vecteur directeur de (D) orientant cette droite et B un point de (D), on a :
- si {\displaystyle {\vec {v}}} est unitaire : {\displaystyle {\overrightarrow {\mathrm {BH} }}={\overline {\mathrm {BH} }}\,{\vec {v}}=({\overrightarrow {\mathrm {BA} }}\cdot {\vec {v}})\,{\vec {v}}}
- si {\displaystyle {\vec {v}}} est quelconque (pas nécessairement unitaire) : {\displaystyle {\overrightarrow {\mathrm {BH} }}={\frac {\overline {\mathrm {BH} }}{\|{\vec {v}}\|}}\,{\vec {v}}={\frac {{\overrightarrow {\mathrm {BA} }}\cdot {\vec {v}}}{\|{\vec {v}}\|^{2}}}\,{\vec {v}}}.

Notons que l'on a
{\displaystyle {\overrightarrow {BA}}={\overrightarrow {BH}}+{\overrightarrow {HA}}\quad \mathrm {avec} \quad {\overrightarrow {\mathrm {BH} }}\perp {\overrightarrow {HA}}}.
La distance AH est alors inférieure aux distances AM pour les autres points M de (D), strictement sauf si M = H.
Cette distance est appelée distance du point A à la droite (D), et est souvent notée d(A, (D)) :
{\displaystyle d(A,(D))=AH={\underset {M\in (D)}{\min }}(AM)}.
Le calcul explicite peut se faire par l'application des formules de trigonométrie pour les triangles rectangles.
Le point A est sur la droite (D) si et seulement s'il est égal à son projeté (A = H), ou encore si et seulement si sa distance à (D) est nulle :
{\displaystyle d(A,(D))=0}.
En géométrie analytique, si l'on note
{\displaystyle A(x_{A},y_{A}),\;B(x_{B},y_{B}),\;H(x_{H},y_{H}),\;{\vec {v}}{\begin{pmatrix}x_{v}\\y_{v}\end{pmatrix}}}
on a :
{\displaystyle {\overline {BH}}={\frac {(x_{A}-x_{B})\,x_{v}+(y_{A}-y_{B})\,y_{v}}{\sqrt {x_{v}^{2}+y_{v}^{2}}}}}
{\displaystyle \left\{{\begin{aligned}x_{H}=\ &x_{B}+{\frac {\overline {BH}}{\sqrt {x_{v}^{2}+y_{v}^{2}}}}\,x_{v}\\y_{H}=\ &y_{B}+{\frac {\overline {BH}}{\sqrt {x_{v}^{2}+y_{v}^{2}}}}\,y_{v}\\\end{aligned}}\right.}

#### Projection orthogonale d'une droite sur une autre droite

Projection orthogonale d'une droite (D) sur une droite (D').

Toujours dans le plan affine euclidien, on peut considérer deux droites sécantes (D) et (D') formant un angle θ. La projection orthogonale est l'application p(D') qui à chaque point M de (D) associe son projeté orthogonal
{\displaystyle H=p_{(D')}(M)}.
Le point d'intersection I de (D) et de (D') est son propre projeté :
{\displaystyle p_{(D')}(I)=I}.
Une propriété remarquable de la projection est la façon dont elle transforme les distances. Si M et N sont des points de (D) et M' = p(D')(M), N' = p(D')(N), leur projeté orthogonal respectif, on obtient
{\displaystyle M'N'=MN\cos \theta }.
Notamment on remarquera, par parité de la fonction cosinus, que projeter orthogonalement les éléments de (D) sur (D') multiplie toutes les distances par un facteur cos θ, mais projeter orthogonalement les éléments de (D') sur (D) multiplie toutes les distances par le même facteur.

### Géométrie dans l'espace

#### Projeté orthogonal sur une droite, distance
Soit (D) une droite de l'espace E. La définition et la formule vectorielle de la projection orthogonale sur (D) sont en tous points similaires au cas de la géométrie plane. La seule différence est que la réciproque de la projection pour un point H de (D) — l'ensemble des points de l'espace se projetant en H, {\displaystyle \{A\in E/\ p_{(D)}(A)=H\}} — est un plan perpendiculaire à (D).

#### Projeté orthogonal sur un plan, distance

Projection orthogonale d'un point A sur un plan P.

La projection orthogonale d'un point A sur un plan P est le point H appartenant à P tel que la droite (AH) soit perpendiculaire au plan P.
La distance AH est alors inférieure aux distances AM pour les autres points M de P, strictement sauf si M = H. Cette distance est appelée distance du point A au plan P, et est souvent noté d(A, P) :
{\displaystyle d(A,P)=AH={\underset {M\in P}{\min }}(AM)}.
En géométrie analytique, si le plan P a pour équation ax + by + cz + d = 0 et le point A pour coordonnées {\displaystyle (x_{A},y_{A},z_{A})}, les coordonnées du point H projeté de A sur le plan P sont :
 {\displaystyle \left\{{\begin{aligned}x_{H}&=x_{A}-\lambda a\\y_{H}&=y_{A}-\lambda b\quad {\text{ avec }}\lambda ={\frac {ax_{A}+by_{A}+cz_{A}+d}{a^{2}+b^{2}+c^{2}}}\\z_{H}&=z_{A}-\lambda c\end{aligned}}\right.}
La distance du point A au plan P est donnée par :
{\displaystyle d(A,P)={\frac {|ax_{A}+by_{A}+cz_{A}+d|}{\sqrt {a^{2}+b^{2}+c^{2}}}}.}

## Projection orthogonale dans un espace vectoriel préhilbertien
Les projections orthogonales sont des endomorphismes qui font partie de la classe plus générale des projecteurs, qu'on peut alors considérer, a contrario, comme des projections « obliques ».
On se place dans un espace préhilbertien E, de dimension quelconque. On se donne un sous-espace vectoriel F de E. Le problème de projection orthogonale sur F peut être énoncé ainsi : peut-on décomposer un vecteur quelconque de E en une composante sur F et une composante orthogonale à F ? La réponse dépendra en fait de l'espace F considéré.

### Projection orthogonale sur une droite vectorielle
Si F est une droite vectorielle engendrée par le vecteur a, l'ensemble des vecteurs orthogonaux à F est un hyperplan appelé hyperplan normal à F et défini par
{\displaystyle \mathrm {F} ^{\perp }=\{h\in \mathrm {E} ,(h\cdot a)=0\}}
Si x est un vecteur arbitraire de E, on peut toujours le décomposer de la façon suivante
{\displaystyle x=x_{\mathrm {F} }+x_{\perp }} avec {\displaystyle x_{\mathrm {F} }={\dfrac {(x\cdot a)}{\|a\|^{2}}}a}
Et on constate que {\displaystyle x_{\mathrm {F} }} est dans F, tandis que {\displaystyle x_{\perp }=x-x_{\mathrm {F} }}
est dans l'hyperplan normal à F.
Il est donc toujours possible d'effectuer une projection orthogonale sur une droite vectorielle.

### Transitivité
Si G ⊂ F ⊂ E, si b est le projeté orthogonal de a sur F et c le projeté orthogonal de b sur G, alors c est le projeté orthogonal de a sur G. Ceci généralise le « théorème des trois perpendiculaires », qui correspond au cas où E est l'espace euclidien de dimension 3, F est un plan de E, et G une droite de ce plan.

### Existence d'une projection orthogonale
On peut donner un exemple d'espace F pour lequel la notion de projection orthogonale sur F n'a pas de sens. Ainsi si on considère l'espace {\displaystyle \mathbb {R} [\mathrm {X} ]} des polynômes réels muni de son produit scalaire usuel, et F l'hyperplan     Vect(1 + X, 1 + X2, ..., 1 + Xn, ...) , l'ensemble des vecteurs orthogonaux à F est réduit à {0}. On ne peut donc décomposer les éléments de E, autres que ceux de F, en un élément de F et un élément orthogonal.
Cet exemple est frappant : alors qu'une droite a toujours un supplémentaire orthogonal (unique d'ailleurs), un hyperplan peut très bien n'avoir aucun supplémentaire orthogonal. Il est difficile de faire un dessin convaincant pour une telle situation !
Plus généralement, on a équivalence entre les propriétés suivantes :
1. Il existe une projection orthogonale sur F ;
2. L'espace F admet un supplémentaire orthogonal ;
3. L'espace F⊥ est le supplémentaire orthogonal de F.

Ceci montre au passage que le supplémentaire orthogonal, s'il existe, est unique.
Lorsque F admet un supplémentaire orthogonal, (F⊥)⊥ = F donc F est nécessairement fermé, puisque l'orthogonal d'un sous-espace vectoriel l'est.

#### Un cas d'existence important
- On peut généraliser la formule de projection sur une droite si F est de dimension finie. En effet, en considérant une base orthonormale (e1, …, en) de F, on exhibe la décomposition
 {\displaystyle x=x_{\mathrm {F} }+x_{\perp }} avec {\displaystyle x_{\mathrm {F} }=\sum _{i=1}^{n}(e_{i}\cdot x)e_{i}}
 Attention à ne pas appliquer cette formule avec une base de F quelconque !
- Si E est un espace de Hilbert et F un sous-espace vectoriel fermé, alors l'orthogonal de F est un supplémentaire de F dans E.

Le point commun entre les deux conditions suffisantes ci-dessus est qu'elles entraînent la complétude de F (tout sous-espace de dimension finie d'un préhilbert est complet, et tout sous-espace fermé d'un Hilbert également). Cette hypothèse plus faible est en fait suffisante :

Si F est un sous-espace complet d'un espace préhilbertien E alors l'orthogonal de F est un supplémentaire de F dans E.
Deux preuves sont présentées dans Théorème du supplémentaire orthogonal d'un fermé dans un espace de Hilbert.

### Minimisation de la distance
La distance d'un vecteur x au sous-espace F est par définition la borne inférieure des distances de x à tous les vecteurs de F :
{\displaystyle d(x,\mathrm {F} )=\inf _{y\in \mathrm {F} }\|x-y\|{\text{.}}}
Si le sous-espace F admet un supplémentaire orthogonal, le projeté orthogonal p(x) de x sur F est le point de F le plus proche de x (donc l'inf ci-dessus est en fait un min), ce qui fournit une définition alternative de p(x) :

{\displaystyle {\big (}y\in \mathrm {F} \ {\text{ et }}\ d(x,\mathrm {F} )=\|x-y\|)\Leftrightarrow y=\mathrm {p} (x)}.
En effet, non seulement ║x – p(x)║ majore la distance d(x, F) (puisqu'il fait partie des ║x – y║ dont d(x, F) est la borne inférieure), mais il la minore également : pour tout y de F distinct de p(x) on a même ║x – y║ > ║x – p(x)║, d'après l'identité de Pythagore.
Cette propriété est généralisée dans l'article « Théorème de projection sur un convexe fermé ».

### Caractérisations parmi les projecteurs

#### Par la norme subordonnée
Une application linéaire p sur l'espace préhilbertien E est k-lipschitzienne sur E si et seulement si
{\displaystyle \forall x\in \mathrm {E} ,\|\mathrm {p} (x)\|\leq k\|x\|},
et la norme subordonnée de p est alors la plus petite des constantes k telles que p soit k-lipschitzienne.
On peut alors énoncer la caractérisation :

Soit p un projecteur de l'espace préhilbertien E, les trois conditions suivantes sont équivalentes :
1. Le projecteur p est une projection orthogonale ;
2. Le projecteur p est 1-lipschitzienne ;
3. La norme subordonnée de p est égale à 0 ou 1.

#### Par le fait d'être autoadjoint
Un projecteur de l'espace préhilbertien E est une projection orthogonale si et seulement si c'est un endomorphisme autoadjoint.